# Reading en Leeds Festivals

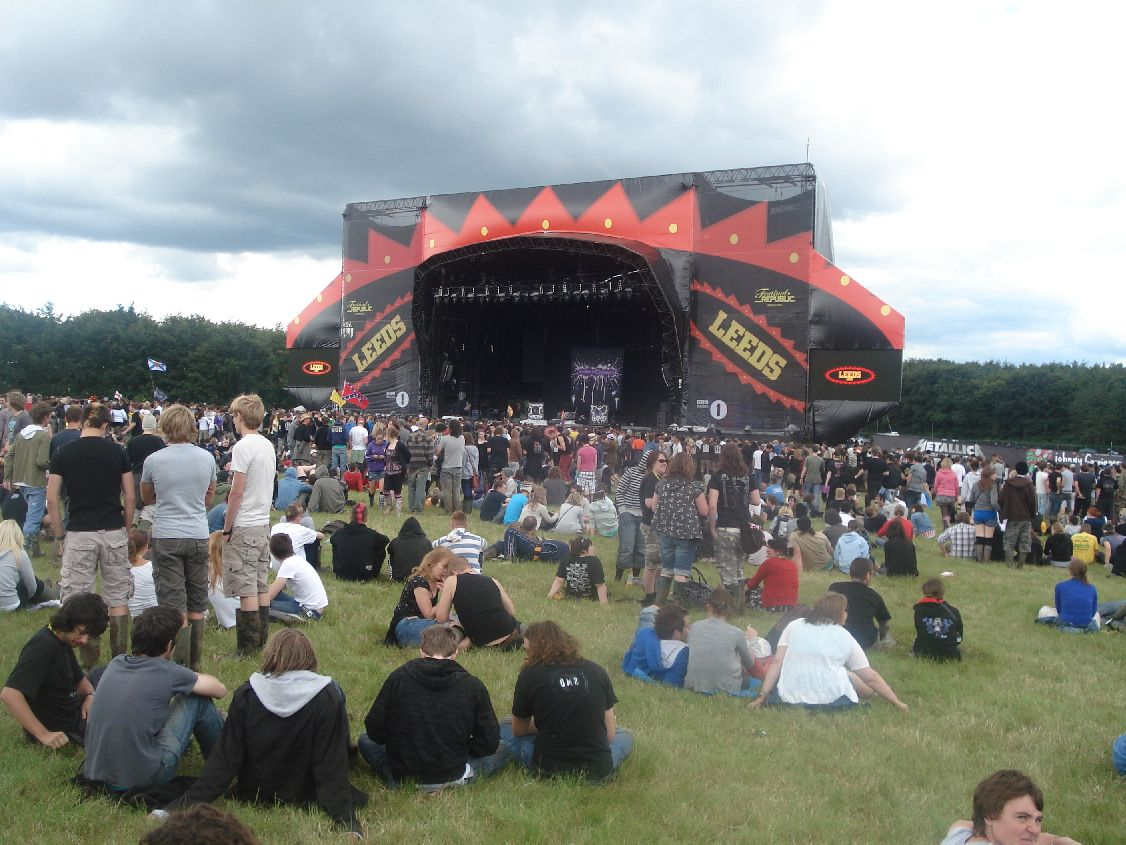
Leedsfestival 2008

De Reading en Leeds festivals zijn een paar jaarlijks terugkerende muziekfestivals in de Engelse steden Reading en Leeds die meestal plaatsvinden in augustus. Vaak hebben de festivals dezelfde entreeprijs, maar er zijn uitzonderingen bekend. Tussen 1998 en 2007 heetten de festivals het "Carling Weekend" totdat er een breuk kwam met de sponsor Carling in november 2007. 
Op de festivals zijn de meest voorkomende stromingen rock, alternative, indie, punk en metalmuziek. De bekendste podia zijn:
- Main stage - Hoofdpodium met de bekendste rock, indie en alternatieve groepen
- NME/BBC Radio 1 podium - Minder bekende groepen met als afsluiter een bekende alternatieve groep
- Carling podium - Groepen met minder aantrekkingskracht en doorbreek groepen
- Radio 1 Lock Up podium - "Underground" punk en hardcore groepen
- Dance tent - Dance groepen als de Radio 1 Lock Up podium buiten gebruik is
- Alternative tent - Comedy, cabaret en dj's
- TopMan Unsigned podium - Groepen uit de lokale buurt zonder platencontract (alleen in Leeds)

De Reading editie wordt gehouden op Little John's Farm aan de Richfield Avenue in Reading, de Leeds editie in Bramham Park in Leeds. De indeling die gevolgd wordt bij de festivals is dat de groepen die optreden op Reading, de dag erna optreden in Leeds. De bands van de openingsdag in Leeds sluiten Reading af.
- MusicBrainz: 77f3060b-1e46-48f8-9aee-1130b00c0912